# Kłokotnica
Kłokotnica (bułg. Клокотница) – wieś w południowej Bułgarii w obwodzie Chaskowo i gminie Chaskowo. Przez wieś Kłokotnica płynie Banska rzeka. Według danych Narodowego Instytutu Statystycznego w Bułgarii, 31 grudnia 2011 roku wieś liczyła 485 mieszkańców.
Kłokotnica mieści się przy drodze . Znajduje się tu relief cara Iwana Asena II, pomnik ten ma wysokość 4,5 m., wykonany z granitu.
W tej miejscowości w 1230 r. odbyła się bitwa pod Kłokotnicą.